# Atletica leggera ai Giochi della XXIV Olimpiade - Decathlon
Il decathlon ha fatto parte del programma maschile di atletica leggera ai Giochi della XXIV Olimpiade. La competizione si è svolta nei giorni 28 e 29 settembre 1988 allo Stadio olimpico di Seul.

## Presenze ed assenze dei campioni in carica
| Competizione        | Atleta             | Prestazione | Seul 1988  |
| ------------------- | ------------------ | ----------- | ---------- |
| Olimpiadi 1984      | Daley Thompson     | 8 847 p.    | Presente   |
| Commonwealth 1986   | Daley Thompson     | 8 663 p.    | Presente   |
| Goodwill Games 1986 | Grigorij Degťarjov | 8 322 p.    | Non selez. |
| Europei 1986        | Daley Thompson     | 8 811 p.    | Presente   |
| Mondiali 1987       | Torsten Voss       | 8 680 p.    | Presente   |

1. ↑  Sotto la bandiera della Gran Bretagna.

## Risultati
Jürgen Hingsen compie tre partenze false nella prova iniziale, i 100 metri. Il tedesco si dispera ma purtroppo il suo punteggio rimane fermo a zero. Amareggiato e demotivato, poiché con una gara in meno non può sperare di salire sul podio, decide di ritirarsi.

Alla fine della prima giornata è in testa il tedesco est Christian Schenk, meno accreditato del connazionale Voss. Spicca il suo 2,27 nel salto in alto, anche perché ottenuto col vecchio stile ventrale.

Nel secondo giorno Voss, il campione uscente Thompson ed il primatista stagionale Plaziat (secondo dopo la prima giornata) vanno alla caccia di Schenk. Il ventitreenne di Rostock limita i danni nell'asta (4,70) e prosegue senza smarrirsi nelle altre prove. Plaziat invece buca nel giavellotto. All'ultima gara, i 1500 metri, Voss tallona Schenk ma non lo supera (i due tedeschi Est sono d'oro e d'argento), mentre Thompson si fa raggiungere dal canadese Dave Steen, che va a conquistare il bronzo ai danni del britannico. Thompson è quarto, davanti a Plaziat che chiude al quinto posto.
| Pos | Paese                                                          | Atleta                                  | Punti                                             |  |
| --- | -------------------------------------------------------------- | --------------------------------------- | ------------------------------------------------- |  |
|     | Germania Est                                                   | Christian Schenk                        | 8.488                                             |  |
|     | CORSE 100 m: 11"25 400 m: 48"90 110 ost. 15"13 1500 m: 4'28"95 | SALTI Alto: 2,27 Asta: 4,70 Lungo: 7,43 | LANCI Peso: 15,48 Disco: 49,28 Giavellotto: 61,32 |  |
|     | Germania Est                                                   | Torsten Voss                            | 8.399                                             |  |
|     | Canada                                                         | David Steen                             | 8.328                                             |  |
| 4   | Gran Bretagna                                                  | Daley Thompson                          | 8.306                                             |  |